# Diana (película)
Diana es una película biográfica dirigida por Oliver Hirschbiegel que narra los dos últimos años de Diana, princesa de Gales, quien falleció en un accidente automovilístico en 1997. Stephen Jeffreys es el autor del guion, mientras que Robert Bernstein y Douglas Rae se desempeñan como productores para la compañía Ecosse Films. La actriz británica-australiana Naomi Watts es la encargada de interpretar a Diana. El estreno mundial del filme se llevó a cabo en Londres el 5 de septiembre de 2013 y su debut en las salas de cine sucedió quince días después.

## Argumento
La película se concentra en los dos últimos años de Diana, princesa de Gales después de su divorcio del príncipe Carlos. Su romance con su cirujano, Hasnat Khan, así como su relación con el empresario egipcio Dodi Al-Fayed también son narrados en la cinta.

## Reparto
- Naomi Watts como Diana, princesa de Gales.
- Naveen Andrews como Hasnat Khan.
- Cas Anvar como Dodi Al-Fayed.
- Laurence Belcher como príncipe Guillermo de Gales.
- Harry Holland como príncipe Enrique de Gales.
- Douglas Hodge como Paul Burrell.

## Promoción
En el afiche promocional de la película se ve a Naomi Watts sentada en el trampolín de un yate en medio del océano vistiendo un traje de baño celeste, recreando la icónica fotografía que un paparazzo le tomó a la princesa una semana antes de su muerte, cuando contemplaba el mar de Portofino, Italia, a bordo del yate Jonikal (propiedad de Mohamed Al-Fayed).